# Beija-flor-rajado
O beija-flor-rajado, também chamado beija-flor-grande-do-mato, beija-flor-do-mato, beija-flor-pardo, coitelo ou grazina-de-cabeça-branca (nome científico: Ramphodon naevius) é uma beija-flor da família dos troquilídeos (Trochilidae), endêmica do sudoeste do Brasil. Seu dorso é verde-dourado, o peito é negro margeado de branco, a parte de trás dos olhos é preta. Possui uma estria pardo-amarelada acima dos olhos. O bico do macho é curvo na ponta.

## Taxonomia e sistemática
O beija-flor-rajado é colocado na subfamília dos fetornitíneos (Phaethornithinae), mas entre essas aves, é a espécie mais semelhante aos beija-flores típicos, troquilíneos (Trochilinae). É o único membro de seu gênero e não possui subespécies.

## Descrição
O beija-flor-rajado é de 14 a 16 centímetros (5,5 a 6,3 polegadas) de comprimento e pesa 5,3 a 9 gramas (0,19 a 0,32 onças). É um dos três beija-flores mais pesados e o macho é mais pesado que a fêmea. Ambos os sexos têm serrilhas na mandíbula e o bico do macho também tem uma ponta em forma de gancho. (O não aparentado Androdon aequatorialis é o único outro beija-flor que tem o bico serrilhado.) Ambos os sexos têm partes superiores escamosas marrom e partes inferiores listradas escuras e pálidas. Têm uma garganta ocre avermelhada, seu dorso é verde-dourado, uma mancha escura no olho e um supercílio branco. O lado superior da cauda é preto arroxeado, enquanto o lado inferior tem progressivamente mais amarelo nas extremidades para o par externo de penas.

## Distribuição e habitat
O beija-flor-rajado é encontrado em uma faixa estreita do sudeste do Brasil desde os estados de Minas Gerais e Espírito Santo ao sul de Santa Catarina e norte do Rio Grande do Sul. Habita o sub-bosque da Mata Atlântica costeira úmida até uma altitude de 500 metros (1 600 pés).

## Comportamento
Presume-se que o beija-flor-rajado seja sedentário, mas há especulações de que faz alguns movimentos de curto alcance. Se alimenta do néctar de uma ampla variedade de plantas com flores nativas e introduzidas; a maioria compartilha a característica de flores tubulares. Normalmente se alimenta a cerca de 6 metros (20 pés) do solo, mas foi observado até 15 metros (49 pés). Como outros beija-flores, é um alimentador "armadilha", visitando um circuito de plantas com flores. No entanto, ao contrário de muitos outros caçadores de armadilhas, defende sua rota por comportamento agressivo em relação a beija-flores da mesma espécie e outros beija-flores. Além do néctar, alimenta-se de pequenos artrópodes colhidos na vegetação. A época de reprodução não foi totalmente definida, mas parece incluir julho a setembro. Constrói seu ninho em forma de cone com material vegetal e teias de aranha sob a ponta de uma folha longa caída. Sua ninhada é de dois ovos. Sua canção é um "muito alto e tagarela gorjeio". As chamadas incluem "uma série sustentada e rápida de notas 'bic' muito altas" e "uma série descendente... de notas 'seeee'." As chamadas são aparentemente usadas para defender a linha de armadilha.

## Conservação
A União Internacional para a Conservação da Natureza (UICN / IUCN) classificou a espécie como quase ameaçada, tendo em vista sua ampla distribuição geográfica. Sua população se situa dentro da faixa de 175 000-171 000 indivíduos e se suspeita que esteja em declínio devido à perda de habitat. Contudo, tal declínio ainda não é considerado como suficiente para classificar a espécie como vulnerável. Em 2005, foi classificado como em perigo na Lista de Espécies da Fauna Ameaçadas do Espírito Santo; em 2014, como pouco preocupante no Livro Vermelho da Fauna Ameaçada de Extinção no Estado de São Paulo; e em 2018, como pouco preocupante na Lista Vermelha do Livro Vermelho da Fauna Brasileira Ameaçada de Extinção do Instituto Chico Mendes de Conservação da Biodiversidade (ICMBio).